# Серо-голубая акула
Серо-голубая акула, или песочная акула, или средиземноморская серая акула (лат. Carcharhinus plumbeus) — вид рода серых акул, семейство Carcharhinidae. Эти акулы обитают повсеместно в тропических водах всех океанов. Встречаются на глубине до 280 м. Ведут прибрежно-пелагический образ жизни. У них веретенообразное обтекаемое тело и закруглённое рыло. Максимальная зарегистрированная длина 250 см. Рацион в основном состоит из костистых рыб, ракообразных и прочих беспозвоночных. Размножаются живорождением.
Эти акулы являются объектом промышленного рыболовства. Мясо высоко ценится.

## Таксономия
Серо-голубая акула была описана Нардо в 1827 году как Squalus plumbeus на основе образцов, пойманных в Адриатическом море. В 1841 году Мюллер и Генле присвоили серо-голубой акуле научное название Eulamia milberti и с тех пор для классификации вида использовались разные названия. В настоящее время действительно научное название Carcharhinus plumbeus (Нардо, 1827). Видовое название лат. plumbeus переводится с латинского как «свинцовый».

## Описание
У серо-голубой акулы довольно коренастое, обтекаемое тело. Короткое рыло широко закруглено, расстояние между ноздрями составляет 0,9—1,3 от расстояния от кончика рыла до рта. Диаметр довольно крупных круглых глаз равен 1,7—2,8 % общей длины. Ноздри очень короткие. Передние назальные складки развиты слабо. Верхние губные борозды короткие и малозаметные. Жаберные щели также короткие, длина третьей пары составляет 2,4—3,6 % от общей длины и менее 1/3 от основания первого спинного плавника. Между первым и вторым спинными плавниками имеется низкий гребень. Верхние зубы серо-голубой акулы имеют форму треугольника с широким основанием, у них зубчатые края и высокое острие. Нижние зубы уже, их края покрыты мелкими зубцами. Зубы, расположенные по центру челюстей, стоят вертикально, а ближе к краям сильнее наклоняются. Первый спинной плавник крупный и высокий, имеет форму полумесяца с заострённым или слегка закруглённым кончиком. Его основание расположено над или чуть перед началом основания грудных плавников. Второй спинной плавник также довольно высокий, его высота составляет 2,1—3,5 % общей длины. Его основание расположено над или слегка перед началом основания анального плавника. Грудные плавники крупные, имеют форму полумесяца, кончики заострены или слегка закруглены. Количество позвонков 152—189.
Окрас голубовато-буро-серый, бока окрашены равномерно тем же оттенком, переходящем в белый цвет брюха. Этот вид не имеет очевидной маркировки плавников. На верхней лопасти хвостового плавника недалеко от кончика имеется вентральная выемка. Кожа неплотно покрыта плакоидными чешуйками, которые не перекрывают друг друга и не имеют выраженных зубцов.

## Ареал
Серо-голубая акула — это прибрежно-пелагический вид, предпочитающий тропическую температуру. Ареал находится в пределах 45° с. ш. — 38° ю. ш. Один из самых распространённых видов акул в Западной Атлантике. Встречается повсеместно в Западной и Восточной Атлантике, включая Средиземное море. В Индо-Тихоокеанском регионе он обитает в Персидском заливе, Красном море, у берегов Восточной и Южной Африки вплоть до Гавайских островов. Она также встречается у архипелага Ревилья-Хихедо и Галапагосских островов в восточной части Тихого океана.

## Биология и экология

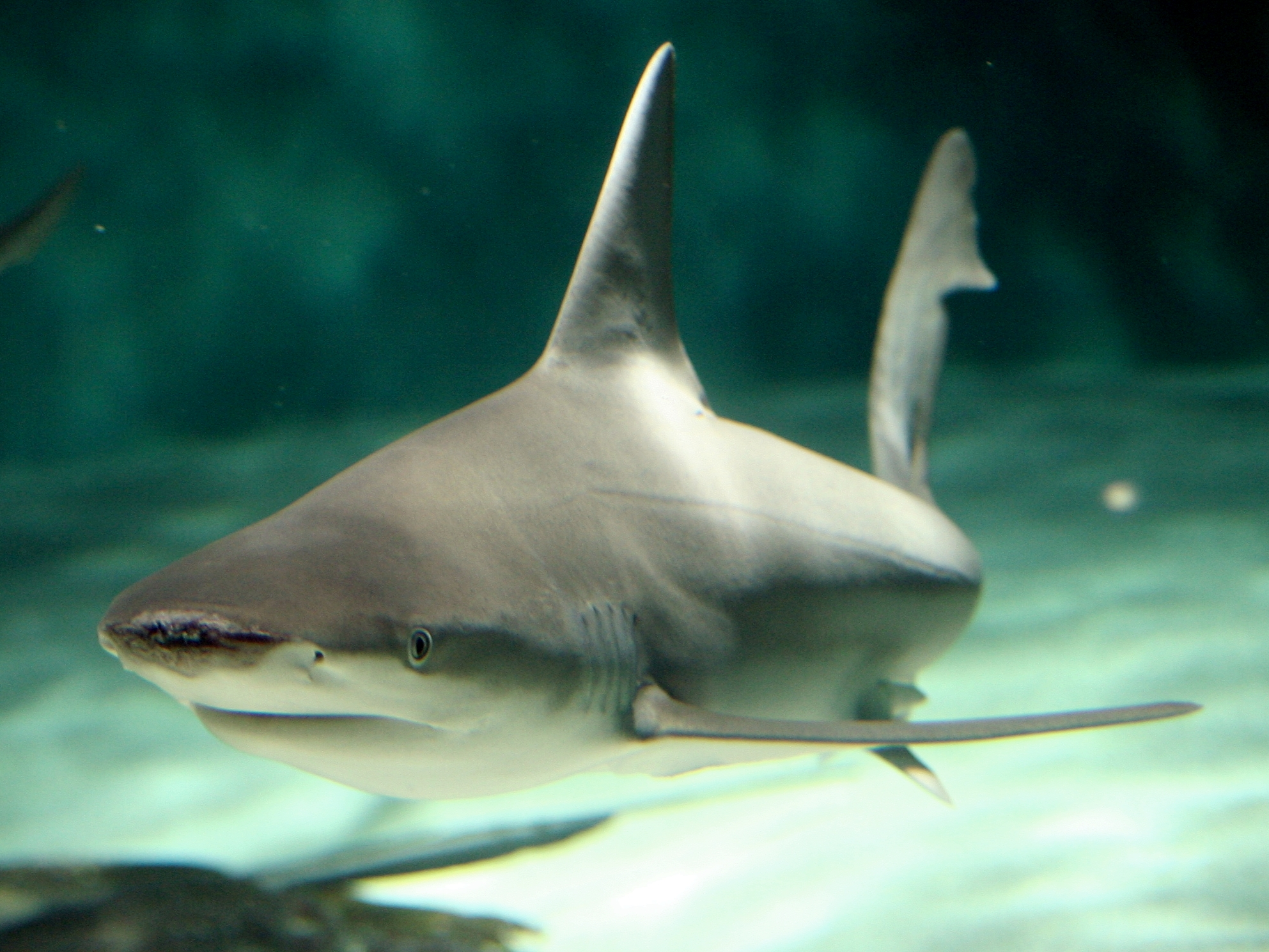
Серо-голубая акула в аквариуме Нового Орлеана

Серо-голубая акула — это донный вид, обитающий в мелких прибрежных водах, который редко встречается у поверхности воды. Акулы, как правило, предпочитают держаться на континентальном шельфе у океанических отмелей и на островных террасах, но также часто встречаются в бухтах, устьях заливов и рек и на мутном мелководье. Несмотря на это, серо-голубые акулы — исключительно морской вид акул, который не заходит в пресные воды. Считается, что они предпочитают мягкое дно и избегают коралловых рифов и скалистого или каменистого дна. Большую часть времени они проводят на глубине 20—65 м, но во время миграции опускаются глубже. В Средиземном море серо-голубые акулы попадаются в сети на глубине 200 м.
Как и многие серые акулы, серо-голубая акула совершает сезонные миграции которые обусловлены в основном температурой воды, хотя считается, что океанические течения также играют значительную роль. В северо-западной части Атлантического океана тёплыми летними месяцами взрослые особи плывут на север до мыса Код, а с наступлением прохладной погоды возвращаются на юг. Самцы мигрируют в меньшей степени и на бо́льшей глубине, по сравнению с самками. Самцы серо-голубой акулы часто совершают миграции большими стаями, в то время как самки мигрируют в одиночку. Считается, что популяция этого вида, обитающая у юго-восточного побережья Африки, также принимает участие в сезонных миграциях. Однако у Гавайских островов этот вид акул встречается круглый год.

### Рацион

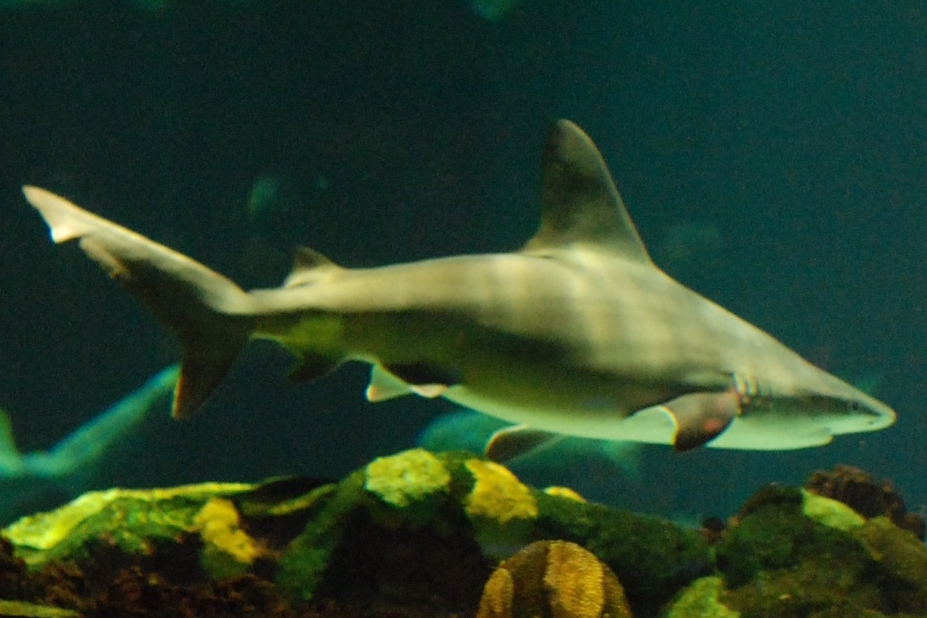
Серо-голубая акула в океанариуме SeaWorld Sharks

Серо-голубая акула является хорошо приспосабливающимся донным хищником, чьей добычей становятся в основном сравнительно небольшие костистые и хрящевые рыбы, моллюски и ракообразные, такие как сардины, сельди, менхадены, анчоусы, морские сомы, мурены, морские иглы, барракуды, кефали, барабули, макрели, ставриды, скумбрии, окуни, горбыли, пагры, камбалы, иглобрюхи, колючие акулы, рыбы-молот, скаты, кальмары, каракатицы, осьминоги, двустворчатые и брюхоногие моллюски, бокоплавы, креветки и крабы. Новорождённые питаются в основном крабами и другими крупными ракообразными, а становясь старше, переходят на рыбу. Как правило, серо-голубые акулы не едят мусор и трупы млекопитающих, в отличие от некоторых членов рода серых акул. Поскольку среди пойманных серо-голубых акул велик процент особей, у которых желудок был полон, а печень имела большой размер при высоком содержании масла и витаминов, считается, что у этих акул эффективная стратегия кормления и они более регулярно получают пищу, чем другие Carcharhinidae.

### Размножение и жизненный цикл
Подобно прочим представителям рода серых акул, серо-голубые акулы акулы являются живородящими; развивающиеся эмбрионы получают питание посредством плацентарной связи с матерью, образованной опустевшим желточным мешком.
В Северном полушарии спаривание происходит весной или в начале лета (май — июнь). В Южном полушарии период размножения связан с наступлением тёплого сезона, который длится с конца октября по январь. За это время самец упорно следует за самкой, иногда кусает её между спинными плавниками, пока она не перевернётся и не позволит ему вставить один из птеригоподиев (совокупительный аппарат, образующийся из лучей брюшных плавников) в свою клоаку. Эта форма брачного поведения характерна для большинства Carcharhinidae, часто оставляет на теле самок постоянные рубцы.
Беременность длится 8—12 месяцев в зависимости от географического расположения. Самки акул в западной части Атлантического океана в целом носят своих детёнышей в течение 9 месяцев, тогда как на юго-востоке Африки период беременности может длиться до 12 месяцев. Самки приносят потомство раз в два года. В западной части Атлантического океана детёныши рождаются с июня по август, в то время как у берегов юго-восточной Африки они появляются на свет с декабря по февраль.
Роды происходят в мелких водоёмах, где молодые акулы обеспечены кормом и защищены от хищников (известно, что взрослые тупорылые акулы (Carcharhinus leucas) охотятся в основном на несовершеннолетних серо-голубых акул). В северо-западной части Атлантического океана «питомниками» для новорождённых серо-голубой акулы становятся заливы и лиманы от штата Делавэр до Северной Каролины. Подобно сезону спаривания и длительности беременности, количество акулят в помёте варьируется в зависимости от региона. В Южно-Китайском море в помёте обычно 6—13 новорождённых, в то время как у Гавайских островов помёты содержат в среднем около 7 детёнышей. Независимо от места, численность приплода зависит от размера матери: крупные самки рожают больше акулят. Примечательно, что в помёте оба пола почти всегда представлены в соотношении 1:1. Молодые серо-голубые акулы похожи на взрослых акул, хотя первый спинной плавник у них ещё не имеет характерной высоты. Неполовозрелые серо-голубые акулы остаются на мелководье до поздней осени, в это время они образуют стаи и двигаются на юг, дальше от берега, чтобы вернуться обратно только летом. Подобные миграции из мелких прибрежных тёплых вод на глубоководье молодые акулы могут совершать до 5-летнего возраста, но их не следует путать с миграциями взрослых особей, которые охватывают гораздо большие расстояния.
Размер новорождённых немного отличается в зависимости от региона и составляет 40—65 см. Серо-голубые акулы растут медленно и созревают по достижении большого возраста. В среднем срок созревания для самок составляет 16,2 лет, а для самцов 13,8 лет и длины 130—140 см.
Последние публикации показывают, что ежегодные темпы прироста популяции серо-голубых акул могут варьироваться от 2,5 % до 11,9 %. Максимальная продолжительность жизни составляет 35—41 год.

## Взаимодействие с человеком

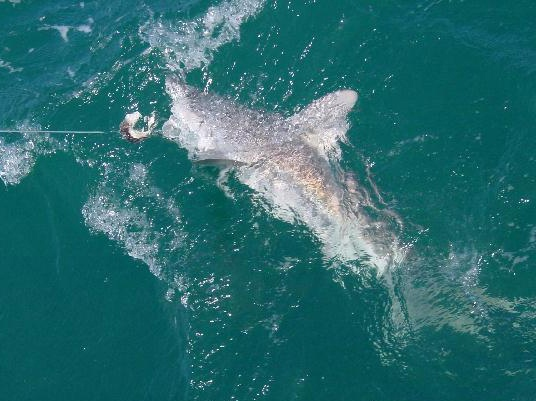
Серо-голубая акула, попавшаяся на крючок

Серо-голубая акула играет важную роль в коммерческом рыболовстве у берегов восточной части Соединённых Штатов. Высокая численность, средний размер, приятное на вкус мясо и высокое соотношение размеров плавников к туловищу делает этот вид целевым объектом промысла в этой области. Её также ловят в восточной части Северной Атлантики, а также в Южно-Китайском море, где предметом добычи являются плавники, мясо, кожа и печень. Кроме того, серо-голубая акула популярна среди рыболовов-любителей.
Поскольку серо-голубые акулы держатся вдали от берега и поверхности воды, они не представляют большой угрозы для людей. Хотя этот вид крайне редко нападает на людей, размер делает его потенциально опасным.

### Меры по сохранению вида

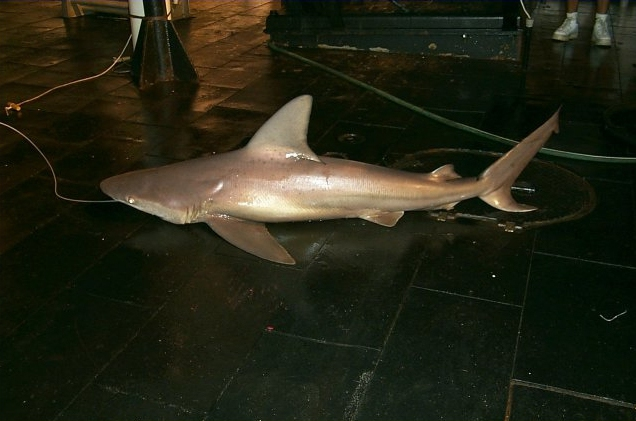
Пойманная и вытащенная на палубу серо-голубая акула

У серо-голубой акулы медленный и не очень эффективный репродуктивный цикл: небольшой размер помёта, медленный рост и созревание при сравнительно долгом периоде беременности. Следовательно, эта акула уязвима для чрезмерной добычи. Рост популярности спортивного рыболовства, а также повышение спроса на акульи плавники и мясо акулы в 1980-х годах оказали глубоко негативное влияние на численность серо-голубых акул в юго-западной части Атлантического океана. Было высказано предположение, что количество серо-голубых акул в этом районе в период с 1970-х до начала 1990-х годов упало на 2/3. Тем не менее в последние годы наблюдается незначительный рост численности населения, в частности, в результате реализации правил ведения рыбного промысла. Кроме того, считается, что сократилась смертность среди молодых серо-голубых акул, за счёт снижения численности популяций крупных хищных акул, которые прежде охотились на молодняк. Международный союз охраны природы (МСОП) присвоил этому виду глобальный статус «Близкий к уязвимому положению» (NT), за исключением северо-западной части Атлантики, где он оценивается как «Вызывающий наименьшие опасения» (LC).